# Grootegast (Westerkwartier)
Pour les articles homonymes, voir Grootegast.
Grootegast (en groningois : Grodegast) est un village de la commune néerlandaise de Westerkwartier, situé dans la province de Groningue. 

## Géographie
Le village est situé à 15 km à l'ouest de Groningue, près de la limite avec la Frise.

## Histoire
Grootegast trouve son origine vers l'an 1000 et connaît son développement au XVe siècle. Le village est le chef-lieu de la commune de Grootegast avant le 1er janvier 2019, date à laquelle celle-ci est rattachée à la nouvelle commune de Westerkwartier.

## Démographie
Le 1er janvier 2018, Grootegast comptait 3 432 habitants.

## Culture et patrimoine
Grootegast possède une église à nef unique du XVIIe siècle, reconstruite en 1829, appelée « église blanche » (Witte Kerkje) en raison de ses murs blancs.